# 新百合丘站
新百合丘站（日语：／ Shin-yurigaoka eki */?）是一個位於神奈川縣川崎市麻生區萬福寺一丁目，屬於小田急電鐵的鐵路車站。車站編號是OH 23。
本站為站長所在站，管理町田管區新百合丘管內的多摩線（新百合丘 - 唐木田）。
周邊地區也簡稱為「新百合」（しんゆり）。

## 歷史
- 1974年（昭和49年）6月1日：開業。為急行、準急、各站停車（多摩線僅有各站停車）的停靠站。
- 1977年（昭和52年）：「川崎市都市計畫新百合丘站周邊特定土地區劃整理事業」動工，站前開始開發[4]。
- 1984年（昭和59年）：「川崎市都市計畫新百合丘站周邊特定土地區劃整理事業」結束[4]。
- 1986年（昭和61年）：整建巴士站。使用人數急增。
- 2000年（平成12年）12月2日：直通多摩線的浪漫特快「Home Way」號開始運行，本站為其停車站。同時多摩線急行開始運行。
- 2002年（平成14年）3月23日：為浪漫特快、「江之島」號的停靠站。另外，隨著多摩急行與湘南急行開始運轉，為兩車種的停靠站。
- 2004年（平成16年）12月11日：為快速急行與區間準急的停靠站。也是取代「Support」的浪漫特快新愛稱「箱根」、「相模」號的停靠站。
- 2007年（平成19年）11月23日：電梯啟用，開設電梯專用出入口。
- 2008年（平成20年）3月1日：原來的剪票口改稱中央西剪票口，電梯專用出入口改稱中央東剪票口。同時新宿方向啟用新電扶梯。
- 2012年（平成24年）3月17日：直通JR御殿場線御殿場站的浪漫特快「朝霧」號的停靠站。

### 站名由來
本站是因隨多摩線開業新設的「新車站」，以鄰站「百合丘」命名為「新百合丘」。

## 車站結構
島式月台3面6線地面車站。站房為跨站式站房。

### 月台配置
2018年3月17日起，江之島線及夜間部份小田原線直通急行、快速急行使用多摩線3號月台，與多摩線各站停車接續。
| 月台 | 路線              | 方向 | 目的地                                         | 備註 |
| ---- | ----------------- | ---- | ---------------------------------------------- | --- |
| 1    | 小田原線          | 下行 | 小田原、片瀨江之島方向                         | |
| 2    | 小田原線、 多摩線 | 下行 | 小田急多摩中心、唐木田、小田原、片瀨江之島方向 | 傍晚以後的急行、快速急行及部分各站停車往唐木田班次                                                                                                 |
| 3    | 小田原線、 多摩線 | 下行 | 小田急多摩中心、唐木田、小田原、片瀨江之島方向 | 午間以前的急行、快速急行、各站停車往唐木田班次 直通江之島線（部分是小田原線）的傍晚以後急行、快速急行、浪漫特快及部分各站停車 與多摩線各站停車接續 |
| 4    | 多摩線            | -    | 小田急多摩中心、唐木田方向                     | 本站始發各站停車往唐木田班次 |
| 5、6 | 小田原線          | 上行 | 新宿、千代田線方向                             | 直通至多摩線、常磐線各站停車於5號月台發車 |

- 小田原線以2、5號月台為主本線，1、6號月台為待避線。多摩線以3號月台為主本線、4號月台為副本線。
- 多摩線往新宿列車使用5號月台。
- 為便利多摩線與小田原線、江之島線相互轉乘的乘客，直通江之島線（部分是小田原線）的急行、快速急行、浪漫特快在3號月台發車，與多摩線各站停車往唐木田列車接續。急行、快速急行往唐木田列車為了方便小田原線、江之島線乘客，在2號月台發車[5]。
- 夜間時段有以本站為終點站、停靠多摩線月台的小田原線班次。
- 本站全日進行緩急接續。
- 同上，小田原線通常以1、6號月台為待避線，但早晨尖峰時刻上行列車不實施緩急接續，由5、6號月台交互發車，急行列車等會進行長時間停車。另外，傍晚尖峰時刻的下行列車中，往小田原方向實施緩急接續的部份各站停車、準急會在2號月台待避，而快速急行、急行在1號月台發車。這是因為快速急行、急行在本站上下車的乘客較多，為了讓後續的各站停車、準急能直接進站，先行的各站停車、準急會進入2號月台待避。另外，關於待避多摩線直通列車與浪漫特快、通過列車的各站停車、準急班次，由於配線因素，全部在1號月台待避。
- 午間時段，各站停車與快速急行、急行實施接續。因快速急行與多摩急行停靠同一月台（2、5號月台），上行方向進行快速急行→急行，下行方向進行急行→快速急行的轉乘。2016年3月26日改點後，午間時段自町田方向發出的上行急行、快速急行停靠6號月台，自多摩線發出的急行停靠5號月台，兩者進行急急接續。（在此情況，各站停車在町田站退避急行與快速急行、浪漫特快。）2017年3月4日改點後，急急接續變成快速急行使用6號月台，急行使用5號月台。2018年3月17日改點以前，各站停車使用5號月台，之後改到6號月台。
- 多摩線無法使用最外側的1、6號月台線路。

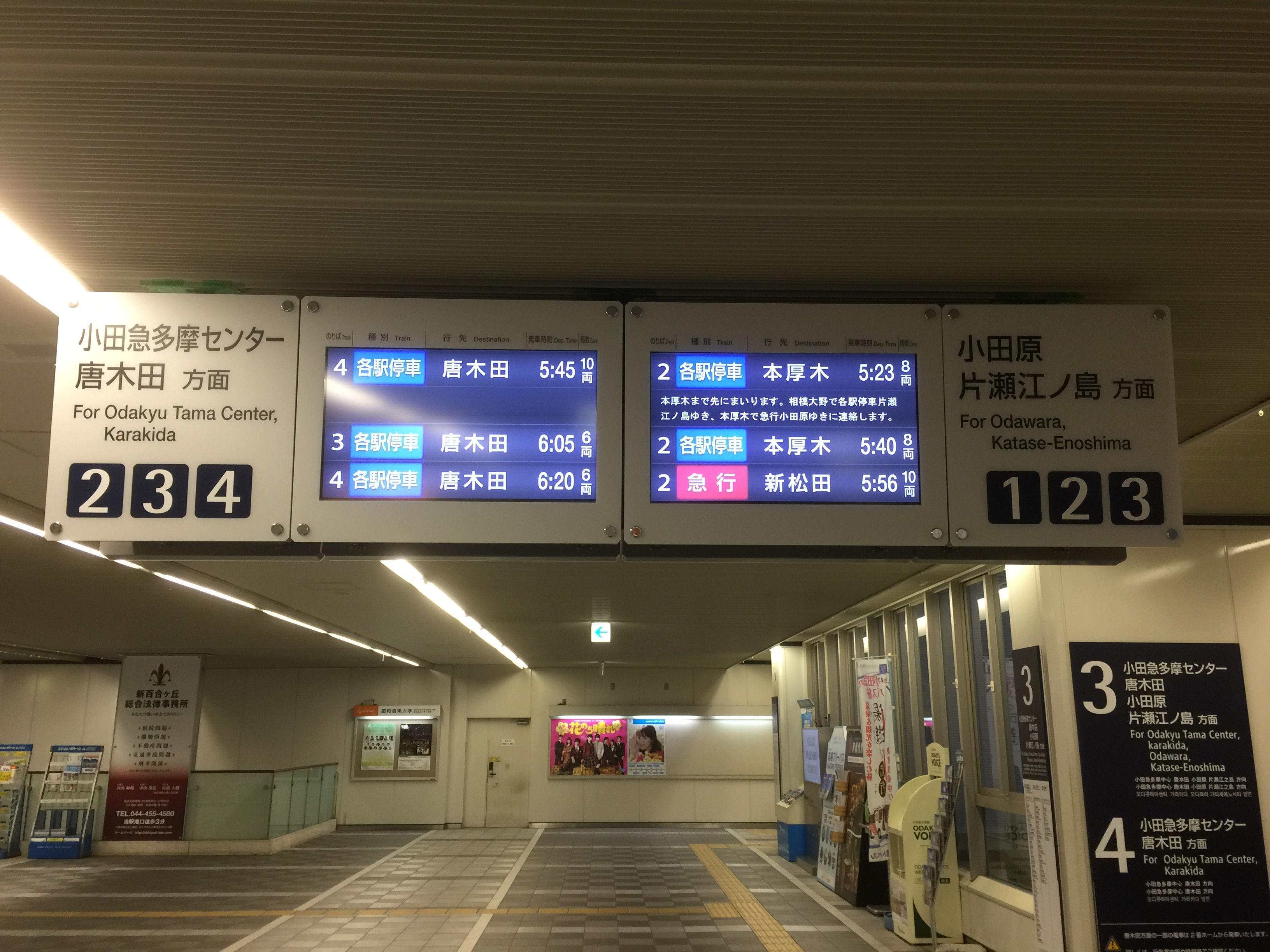
檢票口附近的列車資訊顯示器

- 2、3號月台的列車資訊顯示器由於有小田原線、多摩線使用，因此下行方向顯示為小田急多摩中心、唐木田、小田原、片瀨江之島方向。

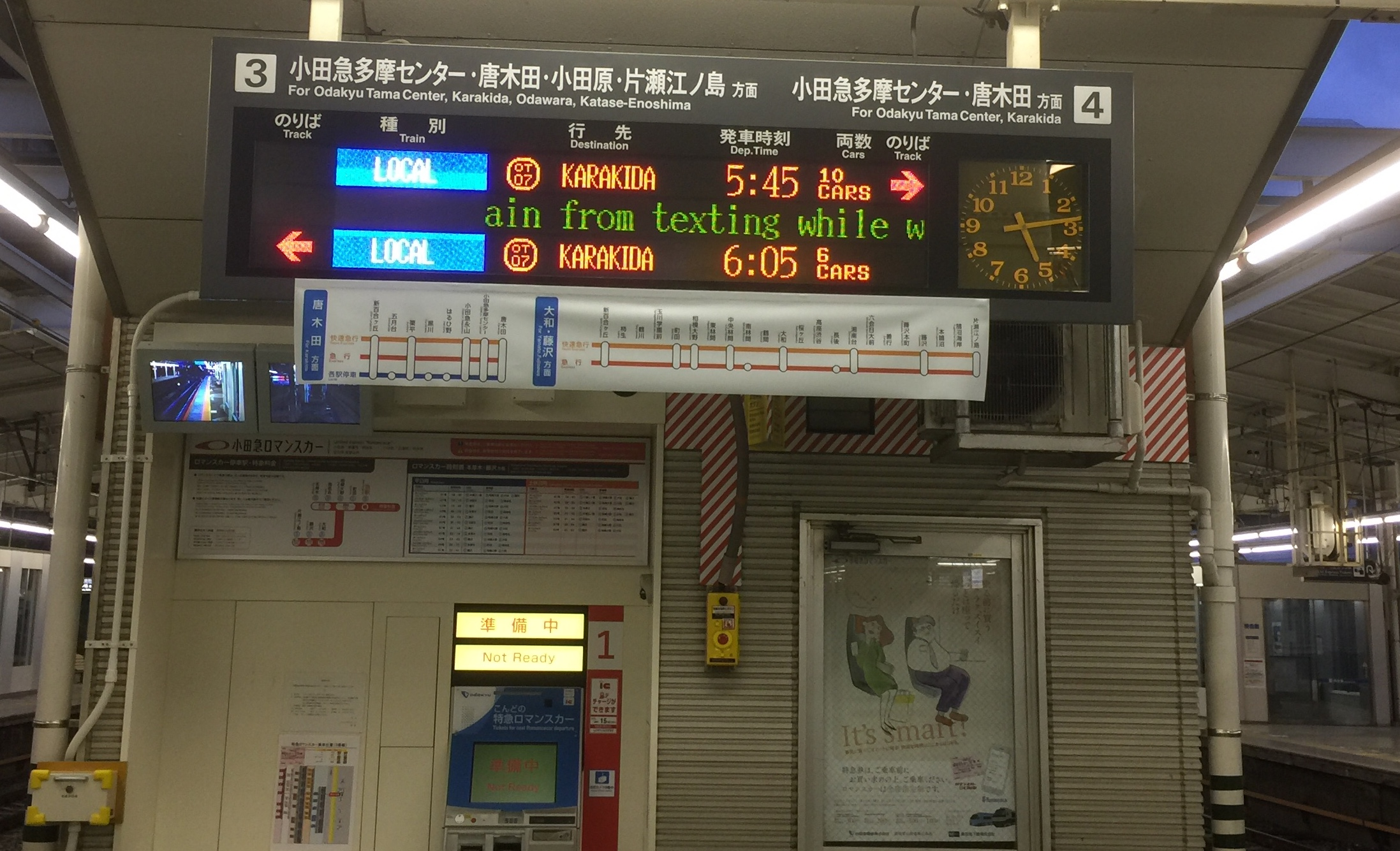
多摩線月台的列車資訊顯示器

- 1號月台與6號月台在夜間停放8輛編組列車，新宿方向拖上線夜間停放10輛編組與8輛編組列車。

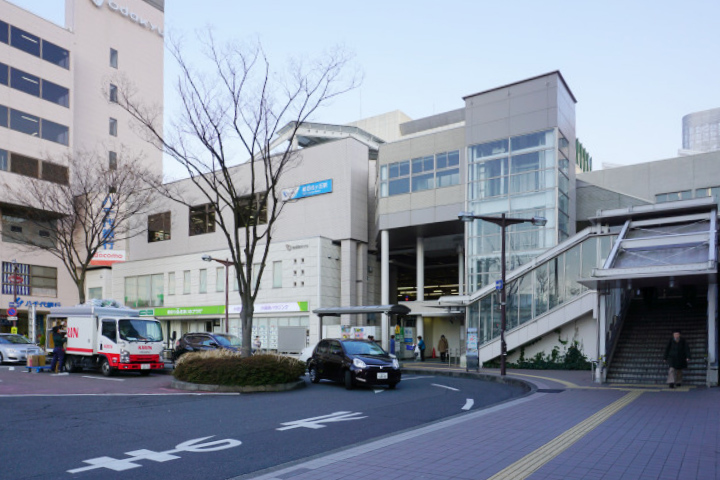
整修後的北口（2017年3月）
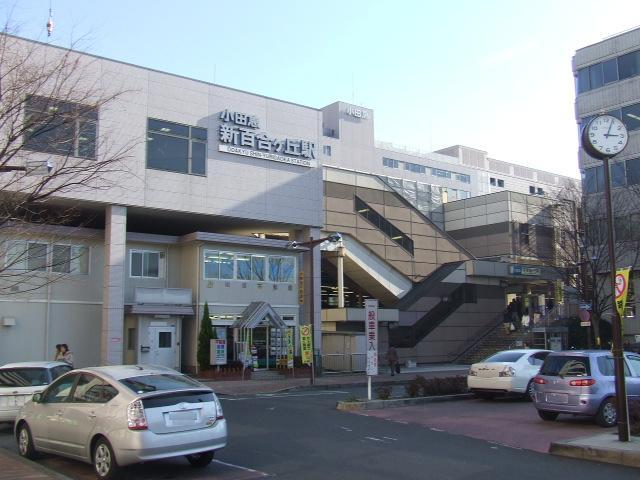
整修前的北口（2007年2月26日）
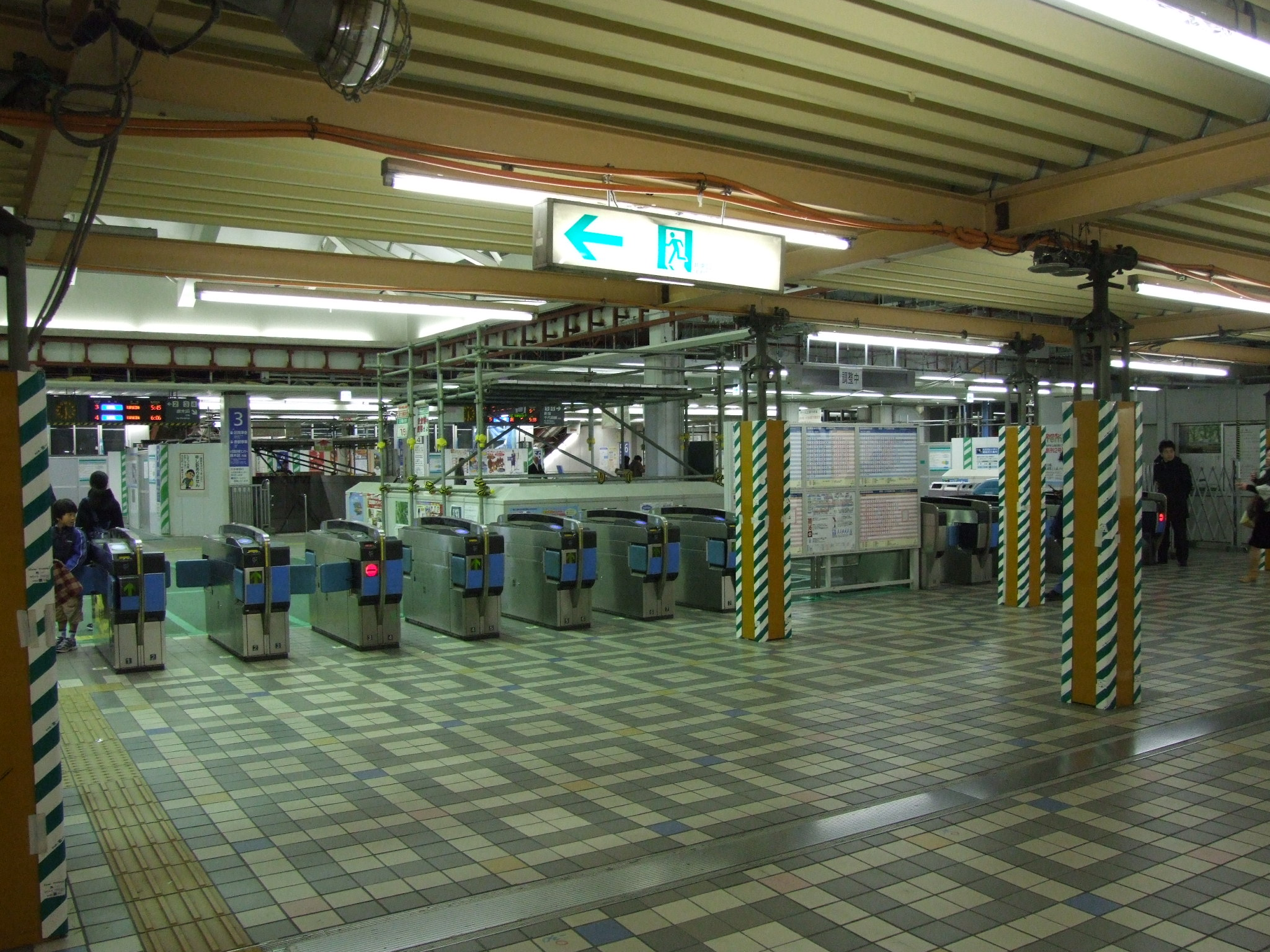
2007年11月時的檢票口。2008年3月1日起稱為「中央西檢票口」。
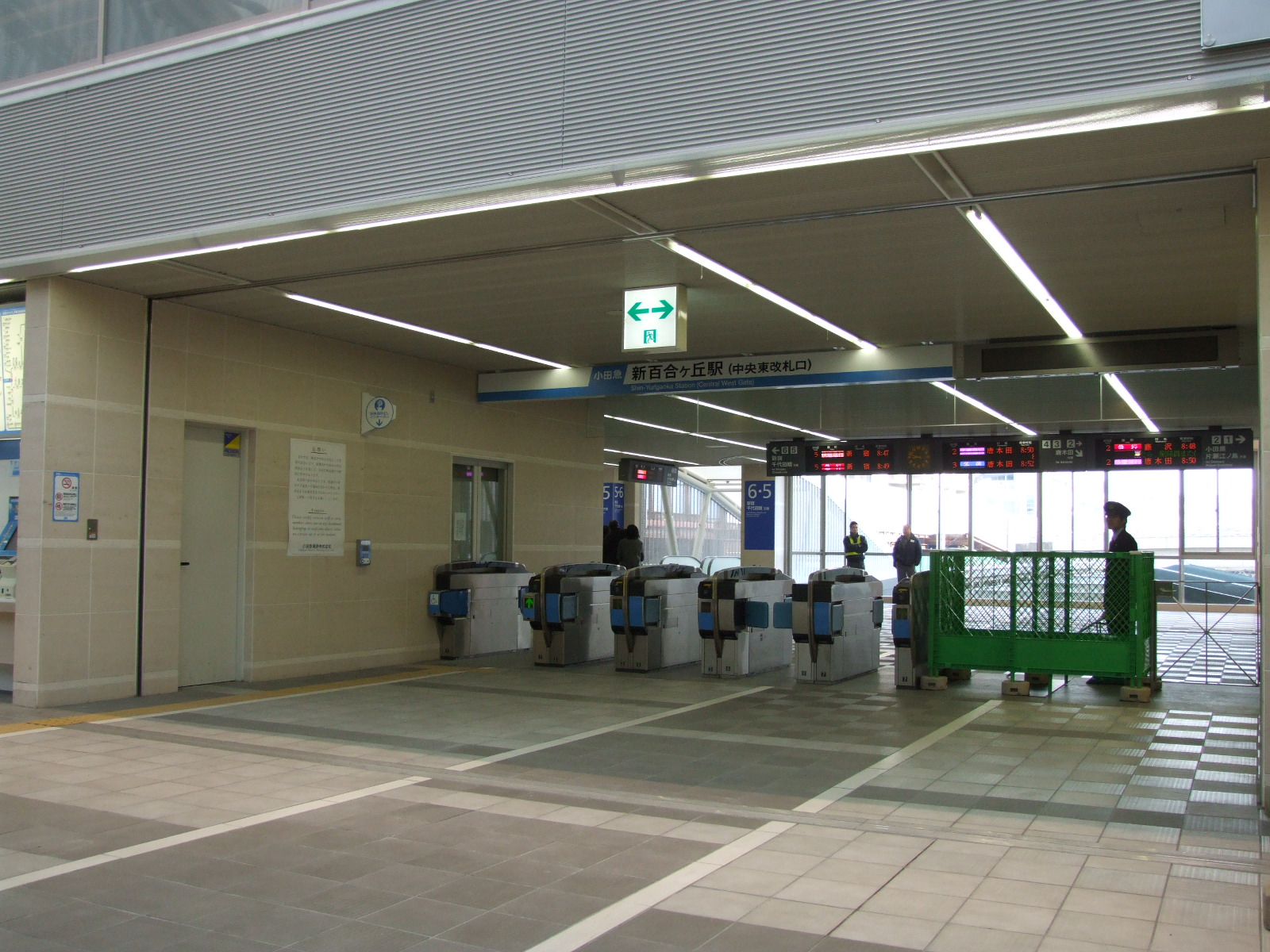
2008年3月1日開設的「中央東檢票口」（2008年3月）
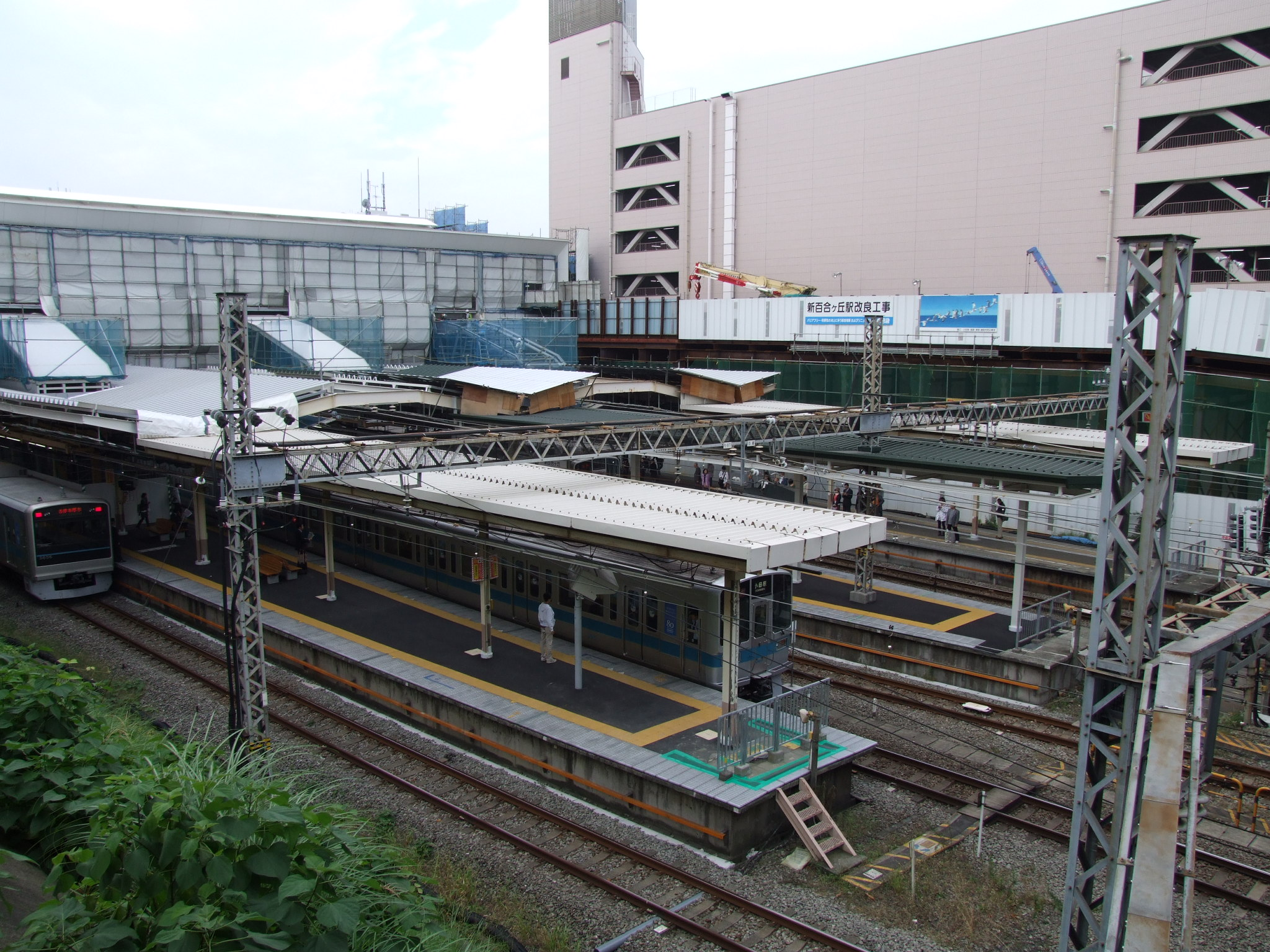
從近開始依序為1、2、3、4、5、6號月台（2007年11月）
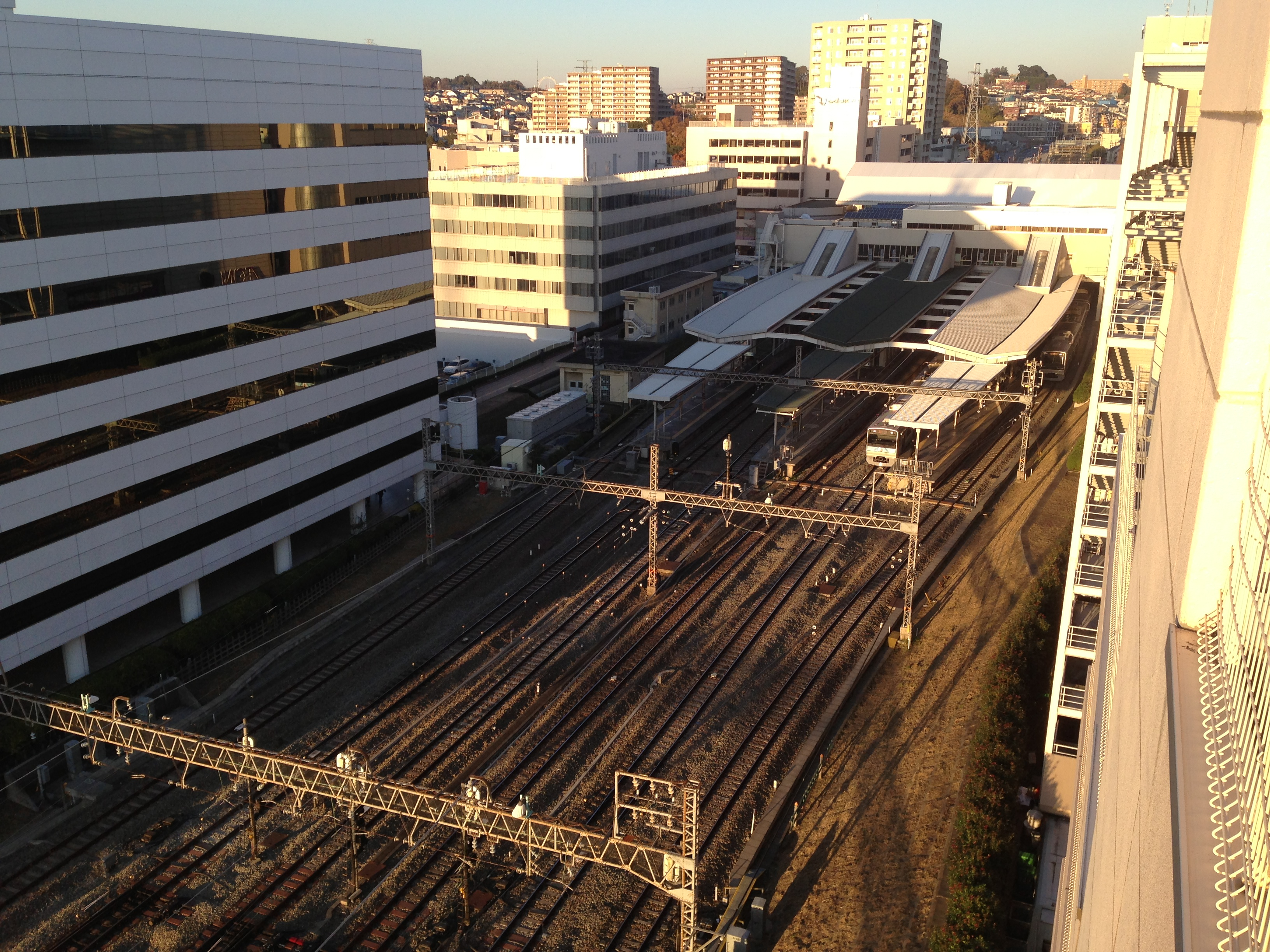
車站全景（2012年12月）

### 車站改良工程
2005年9月至2008年，本站進行車站改良工程，增建新宿方向的站房，設有電梯、候車室、電扶梯、多功能廁所、・商業設施、剪票口等。既有站房也進行整修。新宿測增建的中央東剪票口、各月台電扶梯在2008年3月1日啟用。接著同年3月6日暫時關閉的Odakyu MART（便利商店）、HOKUO重新開幕，並新開MINiPLA、TULLY'S COFFEE、THE BODY SHOP、CAMEL COFFEE FARM等。
- 工程前，各月台僅有三座樓梯與向上的電扶梯，沒有電梯。
- 5、6號月台有一座向上專用電扶梯與一座依時段變更方向的電扶梯。

## 使用情況
2017年度1日平均上下車人次為126,772人。在小田急電鐵中次於相模大野站位居第9位。
近年1日平均上下車、上車人次變化如下表。
| 年度               | 1日平均 上下車人次 | 1日平均 上車人次 | 出典     |
| ------------------ | ------------------ | ---------------- | -------- |
| 1975年（昭和50年） | 14,054             |                  |          |
| 1980年（昭和55年） | 23,016             |                  |          |
| 1982年（昭和57年） | 24,662             |                  |          |
| 1985年（昭和60年） | 38,139             |                  |          |
| 1990年（平成02年） | 69,548             |                  |          |
| 1995年（平成07年） | 84,342             | 45,260           | [ * 1 ]  |
| 1996年（平成08年） |                    | 44,902           |          |
| 1997年（平成09年） |                    | 46,816           |          |
| 1998年（平成10年） |                    | 50,657           | [ * 2 ]  |
| 1999年（平成11年） |                    | 50,832           | [ * 3 ]  |
| 2000年（平成12年） | 99,791             | 51,667           | [ * 3 ]  |
| 2001年（平成13年） |                    | 52,252           | [ * 4 ]  |
| 2002年（平成14年） |                    | 51,903           | [ * 5 ]  |
| 2003年（平成15年） | 103,382            | 52,796           | [ * 6 ]  |
| 2004年（平成16年） | 105,055            | 53,496           | [ * 7 ]  |
| 2005年（平成17年） | 106,525            | 54,194           | [ * 8 ]  |
| 2006年（平成18年） | 108,803            | 60,843           | [ * 9 ]  |
| 2007年（平成19年） | 116,812            | 59,187           | [ * 10 ] |
| 2008年（平成20年） | 120,516            | 60,977           | [ * 11 ] |
| 2009年（平成21年） | 121,705            | 61,561           | [ * 12 ] |
| 2010年（平成22年） | 121,119            | 61,174           | [ * 13 ] |
| 2011年（平成23年） | 120,483            | 60,358           | [ * 14 ] |
| 2012年（平成24年） | 122,763            | 61,980           | [ * 15 ] |
| 2013年（平成25年） | 124,499            | 62,169           | [ * 16 ] |
| 2014年（平成26年） | 123,894            | 62,896           | [ * 17 ] |
| 2015年（平成27年） | 124,747            | 62,880           | [ * 18 ] |
| 2016年（平成28年） | 125,659            | 63,263           | [ * 19 ] |
| 2017年（平成29年） | 126,772            |                  |          |

## 車站周邊

### 概要
新百合丘站在開業當初只是座在丘陵中的車站，之後作為麻生區據點以及川崎市北部副都心而發展，開業20年來使用者增加7倍以上。1998年度入選建設省（現國土交通省）都市景觀100選。
隨著多摩丘陵都市化壓力的增加，為防止城市蔓延現象發生，小田急與地方在1970年代一同規劃，本站周邊以「西百合丘地區」名稱進行土地區劃整理事業。最初預定由小田急主導，但因定位為川崎市的「新都心」，由川崎市實施「川崎都市計畫新百合丘站周辺特定土地區劃整理事業」。此土地區劃整理事業不是以防止雜亂開發為目的，而是「為了農家生活的安定，因應時代發展建立新社區」。施行後，以「精品建設總體規劃」與「商業、業務總體規劃」為方針，1987年訂立以商業、業務地區為中心的地區計畫。
商業設施方面，1983年西武季節集團決定進駐南口，但因泡沫經濟破滅，西武季節集團經營不善與車站周邊道路整備不完善等理由，1994年中止計畫。之後新百合丘L-MYLORD與新百合丘SATY VIVRE（現在的永旺新百合丘店）完成後急速發展，周邊交通因此惡化。
2000年代，站前進駐多間設施。南口的昭和音樂大學在2007年4月1日開校。北口步行3分鐘的丘陵地帶也實施「萬福寺土地區劃整理事業」，2007年「新百合山手」開街，大型公寓與住宅、文化、醫療設施等陸續建設。
町內會為了景觀美化，車站周邊禁止風俗業。因此站前商圈僅有一間遊技場（柏青哥店）。

### 商業設施
- 永旺新百合丘店（日语：イオン新百合ヶ丘店）
  - 新百合丘VIVRE（日语：ビブレ）（2樓）
  - 無印良品（3階）
  - 未來屋書店（日语：未来屋書店）（4樓）
- 新百合丘OPA（日语：OPA）（地下1樓〜6樓）
  - CAN DO（日语：キャンドゥ）（地下1樓）
  - BOOK-OFF（日语：ブックオフコーポレーション）（3樓）
  - 京王ATMAN（日语：京王アートマン）（4樓〜5樓）
  - ABC-MART（日语：ABCマート）（4樓）
  - 安利美特（5樓）
  - UNIQLO（6樓）
- 新百合丘L-MYLORD（日语：ミロード）
  - 伊藤洋華堂（1樓〜4樓）
  - Odakyu OX新百合丘店（地下1樓）
  - 山野樂器（日语：山野楽器）（3樓）
  - 有隣堂（4樓）
- Acorde新百合丘
  - TSUTAYA（北館3樓）
  - HAC DRUG（日语：CFSコーポレーション）（南館2樓〜3樓）
- Odakyu OX萬福寺店
  - HAC DRUG（2樓）

### 電影院
- 永旺影城新百合丘（日语：イオンエンターテイメント） - 永旺新百合丘店6樓

### 飯店
- HOTEL MOLINO新百合丘 - 中島大樓7樓〜9樓(新百合丘OPA同大樓上層部分)

### 金融機關
- 野村證券新百合丘支店
- SMBC日興證券新百合丘支店
- 橫濱銀行新百合丘支店
- 三菱東京UFJ銀行新百合丘支店
- 瑞穗銀行新百合丘支店
- 里索那銀行新百合丘支店
- 八千代銀行（日语：八千代銀行）新百合丘支店 - Acorde新百合丘南館1樓
- 三井住友銀行新百合丘支店
- 三井住友信託銀行新百合丘支店
- 川崎信用金庫（日语：川崎信用金庫）新百合丘支店
- JA Ceresa川崎（日语：セレサ川崎農業協同組合）新百合丘支店

### 郵局
- 麻生郵便局（日语：麻生郵便局）
- 新百合丘郵便局 - 科樂美運動俱樂部新百合丘1F

### 公共設施
- 麻生區役所
- 麻生文化中心
  - 川崎市麻生市民館（日语：川崎市麻生市民館）
  - 川崎市立麻生圖書館（日语：川崎市立図書館）
- 麻生運動中心
- 神奈川縣警（日语：神奈川県警察）麻生警察署（日语：麻生警察署）
- 川崎市消防局（日语：川崎市消防局）麻生消防署
- 川崎西合同廳舍
  - 川崎西稅務署
  - 東京入國管理局橫濱支局川崎出張所
- 川崎市藝術中心（日语：川崎市アートセンター）
- HelloWork Plaza（日语：公共職業安定所）新百合丘
- 神奈川縣麻生縣稅事務所

### 學校
- 昭和音樂大學
- 日本電影大學（日语：日本映画大学）
- 川崎市立麻生小學校（日语：川崎市立麻生小学校）
- 川崎市立麻生中學校（日语：川崎市立麻生中学校）
- 川崎市立南百合丘小學校（日语：川崎市立南百合丘小学校）

### 醫療機關
- 醫療法人社團三成會新百合丘綜合醫院（日语：新百合ヶ丘総合病院）

### 設置本社的企業
- 小田急商事（日语：小田急商事）株式會社 - Odakyu OX萬福寺店內
- 株式會社小田急LIFE ASSOCIE（小田急ライフアソシエ） -  Acorde北館內

### 其他
- 新百合丘Housing Gallery
- Tvk Housing（日语：Tvkハウジング） Plaza新百合丘
- LIV新百合丘五人制足球俱樂部、停車場 （页面存档备份，存于）
- 科樂美運動俱樂部新百合丘（日语：コナミスポーツ&ライフ）
- TIPNESS（日语：ティップネス）新百合丘店 - 新百合丘L-MYLORD7樓
- reoda新百合丘

## 公車客運

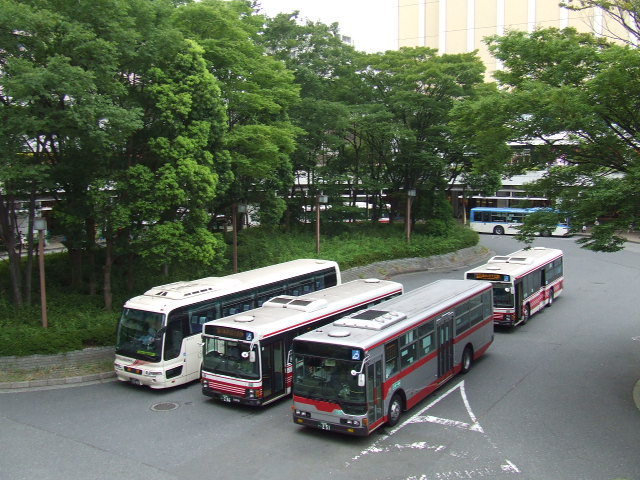
新百合丘站南口巴士乘車處（2007年9月）

車站南口巴士圓環可搭乘小田急巴士、川崎市交通局、東急巴士、京濱急行巴士與京成巴士的路線巴士。
| 乘車處 | 路線系統 | 主要行經地                     | 目的地                       | 運行業者                |
| ------ | -------- | ------------------------------ | ---------------------------- | ----------------------- |
| 1號    | 下車專用 | 下車專用                       | 下車專用                     | 下車專用                |
| 2號    | 下車專用 | 下車專用                       | 下車專用                     | 下車專用                |
| 3號    | 新10     | 山口台中央、白山一丁目         | 新百合綠城                   | ■小田急E ■市巴士W       |
| 3號    | 新10     | 山口台中央、新百合綠城、琴平下 | 鷲峰營業所（班次少）         | ■市巴士W                |
| 3號    | 新26     | （直行）                       | 新百合丘總合醫院             | ■小田急F                |
| 4號    | 新02     | 千代丘一丁目                   | 千代丘                       | ■小田急E                |
| 4號    | 新02     | 千代丘一丁目、千代丘           | 生田折返場（班次少）         | ■小田急E                |
| 4號    | 新03     | 下平尾、金程                   | 千代丘                       | ■小田急E                |
| 4號    | 新03     | 下平尾、金程、千代丘           | 生田折返場（班次少）         | ■小田急E                |
| 4號    | 新04     | 下平尾、金程                   | 向原                         | ■小田急E                |
| 4號    | 新07     | 下平尾、金程、千代丘           | 讀賣樂園                     | ■小田急E                |
| 4號    | 新07     | 千代丘一丁目、千代丘、金程     | 新百合丘站（【循環】僅夜間） | ■小田急E                |
| 4號    | 無系統   | 百合丘站入口、高石             | 生田折返場（入庫班次）       | ■小田急E                |
| 5號    | 新01     | 平尾、台原                     | 平尾團地                     | ■小田急E                |
| 5號    | 稻02     | 台原、平尾團地、坂濱           | 稻城站                       | ■小田急E                |
| 5號    | 新05     | 台原、平尾團地、稻城站         | 稻城市立醫院                 | ■小田急E                |
| 5號    | 新06     | 台原、平尾團地、坂濱           | 駒澤學園                     | ■小田急E                |
| 5號    | 新08     | 台原、上平尾                   | 上平尾區劃整理（班次少）     | ■小田急F                |
| 6號    | 新15     | 山口台中央、白山北綠地前       | 大谷                         | ■小田急E                |
| 6號    | 新18     | 白山北綠地前、大谷、真福寺     | 新百合丘站（【循環】僅夜間） | ■小田急E                |
| 6號    | 百02     | 大谷                           | 百合丘站                     | ■小田急E                |
| 7號    | 新17     | 白山北綠地前、中之台、西長澤   | 聖瑪麗安娜醫科大學           | ■小田急E                |
| 7號    | 新19     | 白山北綠地前（返程：吹込）     | 田園調布學園大學（僅下午）   | ■小田急E                |
| 7號    | 新20     | 吹込（返程：白山北緑地前）     | 田園調布學園大學（僅上午）   | ■小田急E                |
| 7號    | 新25     | 吹込、田園調布學園大學前、稗原 | 多摩廣場站                   | 小田急E ■東急NJ         |
| 8號    | 機場     |                                | 羽田機場                     | ■小田急F ■東急NI ■京急J |
| 8號    | 機場     |                                | 成田機場                     | ■小田急F ■東急NI ■京成5 |
| 9號    | 新21     | 真福寺、もみの木台             | 薊野花園（班次少）           | ■東急NJ                 |
| 9號    | 新23     | 真福寺、もみの木台             | 薊野站                       | ■小田急F ■東急NJ        |

市巴士的臨時班次「快速MUZA」以本站為終點（不含逆向往川崎站班次）。
各路線營業所如下：
小田急巴士
- 登戶營業所（小田急E）
- 町田營業所（小田急F）

川崎市交通局
- 鷲峰營業所（市巴士W）

東急巴士
- 新羽營業所（東急NI）
- 虹丘營業所（東急NJ）

京濱急行巴士
- 新子安營業所（京急J）

京成巴士
- 千葉營業所（京成5）

新百合丘站入口
神奈川中央交通（相模神奈交巴士）與小田急巴士的路線巴士。
- 淵24系統－往淵野邊站北口／往登戶 （神奈川中央交通）　※週日、假日早晨1班
- 新02系統－經千代丘一丁目往千代丘／往生田折返場／往新百合丘站 （小田急巴士）
- 無系統－經高石往生田折返場／往新百合丘站（小田急巴士）　※生田折返場的出入庫班次。

## 未來計畫

### 小田急電鐵
目前已有和泉多摩川站至本站的複複線計畫。實施時間尚未決定

### 橫濱市營地下鐵藍線
橫濱市營地下鐵藍線計畫從薊野站延伸至新百合丘站。

## 相鄰車站
小田急電鐵
 小田原線
- □特急浪漫特快「箱根」「相模」「Moringway」「Metro Moringway」部分列車停車站、「Homeway」「Metro Homeway」「「江之島」「Metro江之島」」「富士山」全部列車停車站

■快速急行
登戶（OH 18）－新百合丘（OH 23）－町田（OH 27）
■急行
向丘遊園（OH 19）－新百合丘（OH 23）－町田（OH 27）
□通勤準急、■準急、■各站停車（通勤準急僅上行、準急僅下行停車）
百合丘（OH 22）－新百合丘（OH 23）－柿生（OH 24）
 多摩線
■快速急行
登戶（OH 18）（小田原線）－新百合丘（OH 23）－栗平（OT 02）
□通勤急行 (平日早晨上行）、■急行
向丘遊園（OH 19）（小田原線）－新百合丘（OH 23）－栗平（OT 02）
■各站停車
百合丘（OH 22）（小田原線）－新百合丘（OH 23）－五月台（OT 01）

## 資料來源
神奈川縣縣勢要覧
1. ↑  線区別駅別乗車人員（1日平均）の推移 （页面存档备份，存于） - 22ページ
2. ↑  神奈川県県勢要覧（平成12年度）- 223ページ
3. 1 2  神奈川県県勢要覧（平成13年度）PDF - 225ページ
4. ↑  神奈川県県勢要覧（平成14年度）PDF - 223ページ
5. ↑  神奈川県県勢要覧（平成15年度）PDF - 223ページ
6. ↑  神奈川県県勢要覧（平成16年度）PDF - 223ページ
7. ↑  神奈川県県勢要覧（平成17年度）PDF - 225ページ
8. ↑  神奈川県県勢要覧（平成18年度）PDF - 225ページ
9. ↑  神奈川県県勢要覧（平成19年度）PDF - 227ページ
10. ↑  神奈川県県勢要覧（平成20年度）PDF - 231ページ
11. ↑  神奈川県県勢要覧（平成21年度）PDF - 241ページ
12. ↑  神奈川県県勢要覧（平成22年度）PDF - 239ページ
13. ↑  神奈川県県勢要覧（平成23年度）PDF - 239ページ
14. ↑  神奈川県県勢要覧（平成24年度）PDF - 235ページ
15. ↑  神奈川県県勢要覧（平成25年度）PDF - 237ページ
16. ↑  神奈川県県勢要覧（平成26年度）PDF - 239ページ
17. ↑  神奈川県県勢要覧（平成27年度）PDF - 239ページ
18. ↑  神奈川県県勢要覧（平成28年度）PDF - 247ページ
19. ↑  神奈川県県勢要覧（平成29年度）PDF - 239ページ

## 外部連結
- 新百合丘 - 小田急電鐵